# (38452) 1999 TE1
1999 TE1 (asteroide 38452) é um asteroide da cintura principal. Possui uma excentricidade de 0.19442490 e uma inclinação de 2.04198º.
Este asteroide foi descoberto no dia 1 de outubro de 1999 por Korado Korlević em Visnjan.